# Red Clark
Joseph Clark (New Orleans, 12 februari 1894 - aldaar, 30 november 1960) was een Amerikaanse jazz-muzikant in de New Orleans-jazz. Hij speelde trombone  en sousafoon.
Clark kreeg les van zijn vader, die baritonhoorn speelde, en Dave Perkins leerde hem spelen op de trombone. In 1928 werd hij lid van de Tonic Triad Band en in de jaren dertig speelde hij bij de Masonic Brass Band. Van 1947 tot aan zijn dood was hij actief in de Eureka Brass Band, die hij ook kort leidde en waarvoor hij tot het eind toe manager was. Clark is te horen op opnames van onder meer Bunk Johnson en de Eureka Brass Band.